# M. Christina White
M. Christina White es una profesora de química en la Universidad de Illinois en Urbana-Champaign. Su investigación en el campo de la catálisis organometálica se centra en el desarrollo de métodos altamente selectivos de activación del enlace carbono-hidrógeno para agilizar el proceso de síntesis de moléculas complejas.

## Educación
White recibió una licenciatura con los honores más altos en bioquímica del Smith College en 1992, donde trabajó con Stuart Rosenfeld en el área de química anfitrión-huésped. De 1992 a 1993, trabajó en el programa de postgrado de biología en la Universidad Johns Hopkins con Christian Anfinsen en el plegamiento de proteínas de bacterias termófilas.  En diciembre de 1998, obtuvo su doctorado en química orgánica de la Universidad Johns Hopkins como becaria de pre-doctorado en química medicinal de ACS, trabajando con Gary H. Posner. Su investigación doctoral incluyó la síntesis de análogos híbridos de vitamina D 3.

## Carrera
En 1999, se unió a los laboratorios de Eric Jacobsen en la Universidad de Harvard como becaria postdoctoral del NIH.  Durante ese tiempo, desarrolló el primer sistema mimético de metano monooxigenasa (MMO) sintéticamente útil para las epoxidaciones catalíticas con peróxido de hidrógeno.  En julio de 2002, se unió al departamento de química de Harvard como miembro de la facultad.  En 2005, se mudó a Illinois, donde trabaja en la Universidad de Illinois en Urbana-Champaign como profesora de química, investigando la activación de los bonos C – H.  Los estudiantes notables de la Dra. White incluyen a Abigail Doyle, de la Universidad de Princeton.

## Investigación
White y su equipo tienen como objetivo estudiar y desarrollar reacciones selectivas de oxidación de CH alílicas y alifáticas para uso en síntesis orgánica.  Ha contribuido con nuevos catalizadores de paladio / sulfóxido y hierro que funcionaliza los enlaces CH de forma selectiva, predictiva y sin la necesidad de dirigir grupos.  Su catalizador de paladio / sulfóxido se conoce como el catalizador blanco, y su catalizador de hierro, Fe (PDP) (MeCN) 2 (SbF6) 2, se conoce como el catalizador de White-Chen; Ambos catalizadores están disponibles comercialmente.  Investigaciones recientes en su laboratorio incluyen el diseño de reacciones para efectuar la hidroxilación de CH alifática remota no dirigida de moléculas simples que contienen amida.  También ha aplicado estos catalizadores y sus derivados a nuevas aplicaciones, siendo la más reciente la reacción de Diels-Alder deshidrogenativa del catalizador White y la reacción de aminación de CH intramolecular mediada por hierro.

## Premios y reconocimientos
- Alumni Scholar University of Illinois Department of Chemistry 2017
- Premio Mukaiyama 2016, miembro de la Royal Society of Chemistry 2014
- Asociación Americana para el Avance de la Ciencia 2012
- Cope Scholar Award 2009, Premio Roche a la excelencia en química 2009
- Premio Abbot Young Investigator 2008
- Premio AstraZeneca Excelencia en Química 2008
- Premio Camile Dreyfus Teacher Scholar 2008
- Premio Boehringer Ingelheim Pharmaceuticals New Investigator 2008
- Premio Amgen Young Investigator 2008
- Sanofi Aventis "Visiones en Química" 2008
- Premio Pfizer a la Creatividad en Química Orgánica 2008
- Eli Lilly Grantee Award 2007
- Beckman Fellow, 2006-2007[10]
- Premio NSF CARRERA 2006-2010